# جرمانية عليا

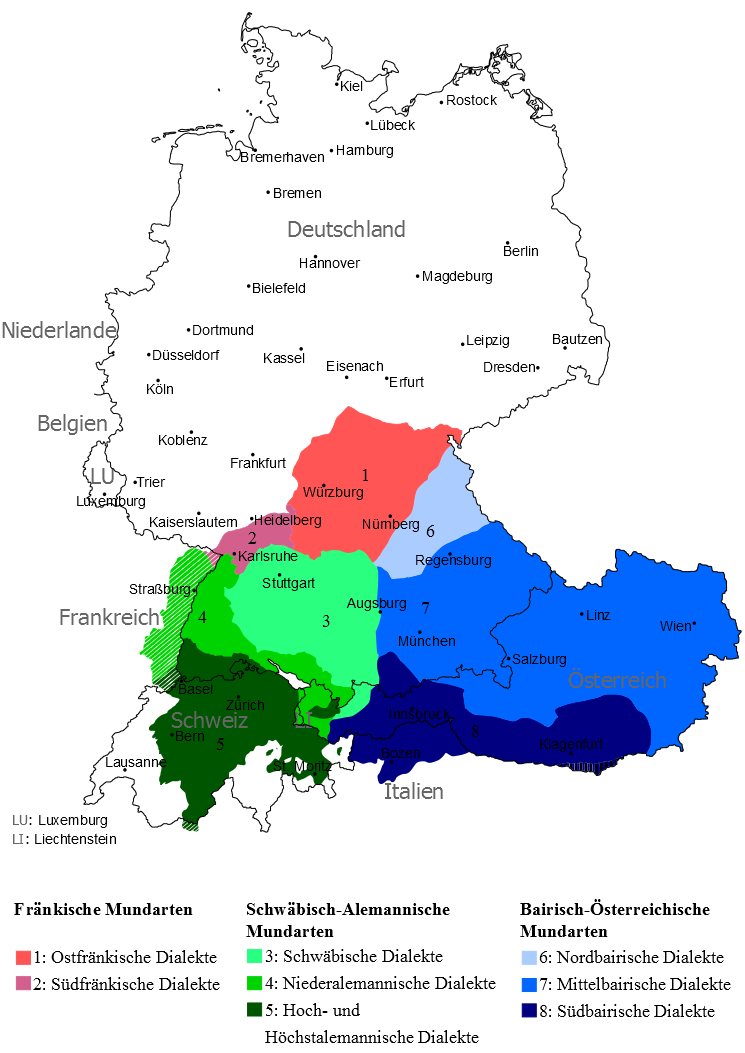

الجرمانية العليا (Oberdeutsch) هي عائلة من لهجات الألمانية العليا المتحدث بها بشكل رئيس في جنوب ألمانيا والنمسا وسويسرا وشمال إيطاليا.